# Dictionnaire amoureux de la science

Le Dictionnaire amoureux de la science est une œuvre de Claude Allègre publiée en 2005, aux éditions Plon.

## Contenu
Ce dictionnaire est, comme l'indique son titre, un dictionnaire consacré aux sciences. Toutefois, Claude Allègre donne une définition restrictive du terme sciences. En particulier, il refuse d'incorpérer les mathématiques parmi les sciences ; en ce sens, l'article Mathématiques est le seul article consacré à ce domaine.
D'après Erik Orsenna, Allègre étant un vulgarisateur passionné, il a su rendre attractifs dans ce livre les sujets les plus complexes.